# میشل گیبسون
میشل گیبسون (انگلیسی: Michelle Gibson؛ زادهٔ february ۲۵, ۱۹۶۹ (۵۶ سال)) ورزشکار اهل ایالات متحده آمریکا است.
وی در مسابقات کشوری و بین‌المللی در مجموع برندهٔ ۱ مدال برنز شده‌است.